# Малорусия
Малорусия (на руски: Малая Русь/Малороссия; на украински: Мала Русь; калка старогръцки: Μικρὰ Ῥωσία; на латински: Russia minor или Ruthenia minor; на френски: la Petite Russie; на немски: Kleinrussland) е историческа област в Източна Европа, в североизточната част на днешна Украйна и съседни части от днешна Русия (територията на някогашния Стародубски полк – днес: югозападната част на Брянска област), Беларус и Полша.
Първата употреба на това название се приписва на Юрий II Болеслав – княз на Галицко-Волинско княжество. През 1335 г. той се титулова и подписва своите декрети с „Dux totius Russiæ minoris“ (от латински: Княз на малоруския народ). Разграничението между „Велика“ и „Малка“ Рус вероятно възниква сред византийски, гръкоезични, духовници, които искат да разделят двете рутенски църковни митрополии в Галич и Москва.
Конкретното значение на прилагателните „голям“ („велик“) и „малък“ в този контекст е неясно. Възможно е термини като „малък“ по онова време да са означавали просто географски по-малък и/или по-малко населен, или имащ по-малко църковни епархии. Такъв пример е връзката между Азия и Мала Азия, при която Мала Азия е по-малка географска част от Азия. Друга възможност за значението на прилагателните е, те да са се използвали за обозначаването на отношенията между държава-майка и нейна колония (такъв пример е Магна Греция (Голяма Гърция), която е била колония на Древна Гърция). В този смисъл, Малорусия може да се интерпретира като люлката на руските народи (именно тук се е намирала Киевска Рус), от където са започнали преселения на изток, основавайки там Великорусия (днешна Русия).
Името „Малка Рус“ или „Малка Русия“ или „Малорусия“ излиза от употреба в края на XV век. То е възродено отново в края на XVIII век. Тогава „Малорусия“ се превръща в политическо и географско понятие в Руската империя, отнасящо се до територията на Казашкото хетманство (първата украинска държава). След неуспешен опит от страна на хетман Иван Мазепа за прекъсване на отношенията с Русия през 1708 г., цялата територия на хетманството е анексирана и включена в Киевска губерния на Московското царство (по-късно на Руската империя), а казашката автономия е силно ограничена. Императрица Екатерина II Руска официално премахва институцията на хетмана през 1764 г., а в периода 1764 – 1781 г. Казашкото хетманство е преименувано на Малоруска губерния в състава на Руската империя, ръководена от Пьотър Румянцев, като последните остатъци от административната система на хетманството са премахнати през 1781 г. По-късно, през XVIII век, Малоруската губерния е преименувана на „Новорусия“, също „Новоруска губерния“, а после пак е върнато старото име – Малорусия и Малоруска губерния. Производни думи като „малоруски“ (на руски: малоросс) или малоруснак (на руски: малорус или малороссиянин) са често използвани за хората, езика и културата на района. През следващите десетилетия общественият елит в региона развива самостоятелна малоруска идентичност в противовес на местното украинско население.
След разпадането на Руската империя през 1917 г. и обединяването на украинските територии в една административна единица (Украинска народна република, а след това Украинска съветска социалистическа република) терминът започва да се използва по-рядко. Днес терминът е анахронизъм и много украинци смятат употребата му за обидна, тъй като така са били наричани по времето на руското владичество (както за българите е обидна думата „гяур“, с която са били наричани през османското владичество). Използването на думата днес се възприема като символ на руския империализъм и поражда опасения, че Украйна пак може да бъде анексирана, както се е случило в миналото. Част от тези опасения стават реалност с анексирането на украинския полуостров Крим през 2014 г. и последвалото анексиране на още други украински територии през 2022 г. в Луганска област (виж: Луганска народна република) и Донецка област (виж: Донецка народна република). За кратко Малорусия е провъзгласена за автономна република от проруски сепаратисти в Донбас на 18 юли 2017 г.
| Малорусия във времето           |                         |                                |                        |                        |
|                                 |                         |                                |                        |                        |
| Малорусия в началото на XIV век | Малорусия около 1600 г. | Малорусия между 1649 и 1667 г. | Малорусия след 1667 г. | Малорусия през 1799 г. |

- „В Малорусия“, от Сергей Прокудин-Горски, между 1905 и 1915 г.
- „Ябълки на разцвет. В Малорусия“, от Николай Александрович Сергеев, 1895 г.